# 讓我哭泣吧

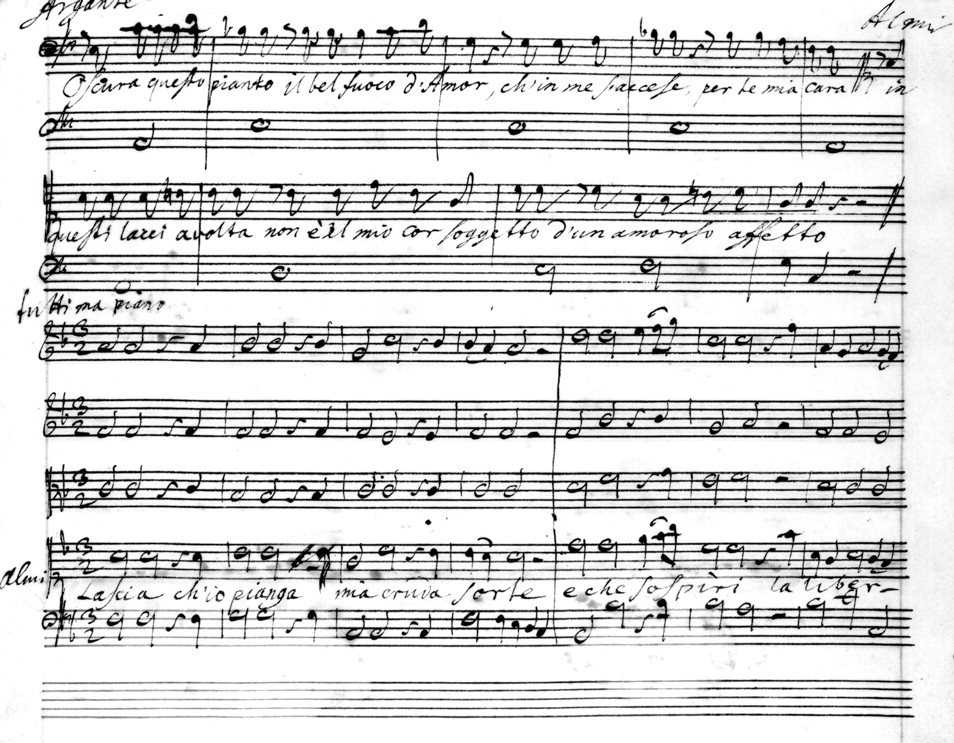
韓德爾的手稿譜（1711）

〈讓我哭泣吧〉（義大利語：Lascia ch'io pianga）是格奥尔格·弗里德里希·亨德尔创作的歌剧《里纳尔多》中的女高音咏叹调。原詞是〈遠離荊棘，摘下玫瑰〉（義大利語：Lascia la spina, cogli la rosa），是著名的演奏小品。

## 概述
根據知名樂評家卡爾·弗朗茨·弗里德里希·克萊桑德的卷55第58頁樂評記載，此首原始旋律出自於韓德爾於1705年創作的第一部歌劇《阿蜜拉》的第三幕，同時也是韓德爾第一次使用萨拉班德進行創作的樂曲。
1707年，韓德爾重新使用了這一旋律於神劇《時間和真理的胜利》第二幕。此旋律亦作為題，被收錄於樂評家卡爾·弗朗茨·弗里德里希·克萊桑德所編撰的樂譜集裡（第24卷第76頁）。
四年後，在1711年間，韓德爾自行重新使用了此旋律作為歌劇《里纳尔多》第二幕中，阿米瑞娜（Almirena）所演唱的咏叹调。同時其也成為此旋律最廣為人知的出處。在劇中，阿米瑞娜由衷地對她的劫持者亞甘干特（Argante）懇求自由所演唱的詠嘆調。

## 歌詞
義大利樞機主教班尼迪多·潘菲力1707年為此詠嘆調填詞版本為：
Lascia la spina, cogli la rosa;

tu vai cercando il tuo dolor.

Canuta brina per mano ascosa, 

giungerà quando nol crede il cuor.
遠離荊棘 摘下玫瑰

你尋找著你的痛苦

看不見的手帶來的霜雪

將在你的心不再期待的時候降臨
1739 年韓德爾的拼貼劇《邱比特在亞果》中即有“遠離荊棘”詠嘆調，但是較短，少為人知並且是不同旋律版本。
《里納爾多》中的歌詞則是由詩人賈科莫·羅西從作家亞倫·希爾
所提供的腳本撰筆。阿米瑞納對著為她一見鍾情的撒拉森君王亞甘干所唱出的詠嘆調。
（羅西的義大利歌詞）

Lascia ch'io pianga

mia cruda sorte,

e che sospiri

la libertà.

Il duolo infranga

queste ritorte,

de' miei martiri

sol per pietà.
（逐字翻譯）

讓我哭吧

為我悲慘的命運哭泣

我所追求的

是自由

願悲傷粉碎

重重枷鎖

憐憫

我所受磨難

## 脚注
1. ↑   (PDF).   [2021-05-08]. （原始内容 (PDF)存档于2019-05-31）.
2. ↑  Dean and Knapp, pp. 176–78
3. ↑  樂譜Vol. 55 of Chrysander （页面存档备份，存于）當中的第81頁。
4. ↑  Hicks, Anthony. . 新格羅夫音樂與音樂家辭典.   [28 January 2011]. （原始内容存档于2013-06-01）.